# Lestat (musical)
The Vampire Lestat è un musical in due atti su libretto di Linda Woolverton; è ispirato alla serie di romanzi horror Cronache dei vampiri (opera di Anne Rice), e soprattutto ai primi tre libri (Intervista col vampiro, Scelti dalle tenebre e La regina dei dannati). Il musical, prodotto dalla Warner Bros., contiene brani musicali composti da Elton John (musica) e Bernie Taupin (parole). Erano anni che i due artisti pensavano a questo progetto.
Il musical ha debuttato a San Francisco nell'autunno del 2005, ma ha ricevuto una fredda accoglienza e critiche decisamente negative; è quindi arrivato a Broadway il 25 aprile 2006, ma è stato sospeso in breve (il 28 maggio 2006), dopo appena 33 anteprime e 39 spettacoli effettivi. Anche in questa sede aveva ricevuto diverse critiche, e l'atteggiamento del pubblico non era stato dei migliori. Questo ha comportato l'accantonamento definitivo del progetto, con grande delusione di Elton e Bernie, dato che esso costituisce probabilmente il più grosso flop nell'intera carriera del celebre duo. La Warner Bros. aveva investito 15 milioni di dollari nella produzione del musical.

## Personaggi principali
- Lestat de Lioncourt (tenore) - Il protagonista è un giovane nobile della Francia pre-rivoluzionaria; tenta di seguire la sua strada dopo essere diventato un vampiro. Vivace e fiducioso, anche se a volte risulta egoista (con le migliori intenzioni).

- Gabrielle de Lioncourt (mezzo-soprano) - La Marchesa Gabrielle, madre di Lestat, induce il figlio ad andar via da casa e a rifarsi una vita a Parigi; diventerà poi anch'essa una vampira. Dal carattere forte e spirito libero.
- Nicolas de Lenfent (baritono) - Un attore e un violinista parigino, caro amico di Lestat (oltre che amante). È puro e dalla natura buona.
- Armand il vampiro (tenore) - Il leader dei vampiri a Parigi (i quali poi formeranno il Teatro dei Vampiri), che desidera vendicarsi di Lestat perché quest'ultimo ha sobillato il suo gruppo contro di lui. Estremamente vendicativo.
- Louis de Pointe du Lac (tenore/baritono) - Un abitante depresso di New Orleans che diventerà il compagno di Lestat nel Nuovo Mondo. Da vampiro, è tormentato dalla sua coscienza. Dall'animo quieto e malinconico.
- Claudia (mezzo-soprano) -  Un'orfanella resa vampira da Lestat per trattenere a casa Louis. Lei odierà il protagonista per averle impedito una vita normale. Col tempo crescerà e ragionerà come una donna.

## Altri personaggi
- Marius de Romanus - Il più vecchio dei vampiri, saggio ma eccentrico.
- Magnus - Farà di Lestat un vampiro, e morirà subito dopo in preda alle fiamme.
- Laurent - Un vampiro del Teatro.
- Ensemble: Vampiri capitanati da Armand/il Teatro dei Vampiri, i parigini, i cittadini di New Orleans.

## Trama
La trama si ricollega alle opere già citate di Anne Rice: il protagonista assoluto si rivela allora essere il vampiro Lestat de Lioncourt. Da notare che la storia è stata modificata dopo l'approdo dello spettacolo a Broadway: quella che è proposta qui di seguito ne è la versione definitiva, messa in scena a New York.

### Atto I
Lestat uccide un branco di lupi, anche se il genitore glielo ha proibito; i suoi litigano ed egli colpisce il padre per difendere la madre. Gabrielle (la madre di Lestat), allora, lo convince ad andare a vivere a Parigi con il suo amico Nicolas. Lestat non vuole abbandonarla, ma finisce per acconsentire. Ella è presa da sgomento per la partenza del figlio, ma è felice per la sua libertà (My Beautiful Boy).
Lestat raggiunge Nicolas, che fa l'attore in un piccolo teatro, felice della sua vita (In Paris). Nicolas è un violinista e dice all'amico di essere stato disconosciuto dopo aver lasciato la scuola per studiare musica. Essi vanno poi a casa di Nicolas, e diventa chiara una loro relazione amorosa (The Bugs and the Bears). Una voce fuori dall'appartamento, però, continua a chiamare Lestat "wolfkiller" ("assassino di lupi"). Incuriosito dal fatto che Nicolas non senta alcunché, il protagonista ascolta la voce, la segue ed è improvvisamente attaccato da un vampiro di nome Magnus. Magnus rende Lestat un vampiro, e lo informa di averlo reso immortale: solo il fuoco o il sole può ucciderlo. Poi Magnus accende una fiamma e, morente, fa promettere a Lestat di disperdere le sue ceneri. Il nuovo vampiro è ormai in presa a una grande confusione a causa della sua sorprendente natura (The Thirst). Impossibilitato a controllarsi, uccide la sua prima vittima e grida a Dio di non fermarlo.
Intanto, nell'appartamento di Nicolas, Gabrielle, ormai molto malata, dice all'amico del figlio di non preoccuparsi per Lestat: è certa che tornerà. Dopo di che va via, dopo aver dato a Nicolas il nome dell'albergo dove alloggia e avergli chiesto di prendersi cura del figlio. In strada, però, Lestat incontra la madre e si nasconde per non essere visto: spia quindi attraverso la finestra della casa di Nicolas, lottando contro la sua volontà di fare di lui un vampiro (Right Before My Eyes).
In seguito, Lestat fa visita a Gabrielle e le confessa di essere divenuto un vampiro. Quindi la trasforma per salvarle la vita (Make Me As You Are). Il Dono Oscuro ("The Dark Gift") le permette di essere libera dai costumi del suo tempo e di essere se stessa. I due si recano quindi in una chiesa. Un uomo dal volto nascosto, vestito da monaco, li segue e si presenta loro come il vampiro Armand. Egli insiste sul fatto che Lestat e Gabrielle debbano venire con lui. Essi, allora, lo seguono in un cimitero, che ospita un gruppo di vampiri satanisti guidati da Armand. Quest'ultimo annuncia la blasfemia di Lestat e Gabrielle davanti alle altre creature, e afferma che bisogna distruggerli. Ma il protagonista rivela al gruppo che Armand li ha ingannati: essi non servono veramente il Diavolo (The Dark Laws/To Live Like This). Lestat e Gabrielle incoraggiano quindi le creature a vivere tra i mortali, creando una troupe di attori che rappresenti scene di vita da vampiri.
Appena il gruppo si disperde, Armand dice a Lestat "I like your violinist" ("Mi piace il tuo violinista"). Il protagonista si rende immediatamente conto che Nicolas è diventato l'ostaggio del suo antagonista: quest'ultimo gioca con Lestat, prima facendo finta di uccidere l'amico, poi chiedendo il motivo per il quale egli non lo trasforma in vampiro. Ridendo, getta Nicolas addosso al compagno e va via. Il violinista esprime il desiderio di poter stare con il suo amato amico per sempre: allora, Lestat lo trasforma, ma la reazione del nuovo vampiro è inaspettata. Infatti, non fa altro che sedersi sul pavimento, piombando in uno stato catatonico. Mentre Lestat, ripetendo il suo nome,  cerca disperatamente di ottenerne una reazione, entra in scena la troupe di attori vampiri (composta dalle creature ex-capitanate da Armand).
L'opera rappresentata è un balletto interpretativo, chiamato Il Vampiro Armand (The Vampire Armand), e racconta la storia di Armand e Marius (Morality Play). Lestat e Gabrielle elogiano lo spettacolo (nel frattempo, Nicolas continua a stare immobile, tranne che per suonare il violino). Armand entra improvvisamente nel backstage del teatro e Lestat gli chiede il motivo dell'apatia dell'amico. Armand gli spiega che il Dono Oscuro è imprevedibile: allora, il protagonista gli domanda se Marius esista, e se il suo antico sangue posa guarire Nicki. Armand gli rivela di essere stato creato da Marius, ma crede anche che quest'ultimo sia morto. Lestat decide di guarire Nicolas da solo, e va con la madre in giro per tutta l'Europa alla ricerca di Marius.
Passano dieci anni: Armand è affascinato da Lestat, e tenta di sedurlo. Il protagonista sta per cedere, ma alla fine si ribella e batte l'antagonista, ordinandogli di sparire dalla sua vita. Armand ritorna quindi a Parigi. Entra in scena Gabrielle: ella parla di un meraviglioso luogo selvaggio che ha scoperto. Lestat le chiede con rabbia come mai abbia perso tanto tempo all'andata e al ritorno, ma la madre parla ancora delle meraviglie del mondo e di tutto ciò che ella vorrebbe fare. Ha infatti intenzione di partire, e anche se le mancherà il figlio non ha alcun interesse nel cercare di curare Nicolas (Crimson Kiss). I due si baciano e Gabrielle esce di scena. 
Lestat chiede all'amico di suonare il violino, ma Nicolas parla per la prima volta da quando è stato trasformato: "Release me" ("Liberami"). Disperato, Lestat accetta di accendere un fuoco, poi sparge a terra le ceneri di Nicki, piangendo (Right Before My Eyes (Reprise)). All'improvviso, però, appare una luce abbagliante: una figura si staglia nel cielo per parlare a Lestat. Marius gli grida "COME!" ("VIENI!").

### Atto II
Egli sostiene che Lestat non avrebbe potuto salvare Nicolas: quest'ultimo, infatti ha compiuto una propria scelta. Triste e arrabbiato, Lestat gli chiede il senso della loro vita: Marius gli risponde che non può spiegare ciò di cui capace la vita. Poi gli consiglia di andare in America: sarebbe il primo vampiro di tutti i tempi ad approdare nel Nuovo Mondo e inizierebbe una nuova vita. Lestat chiede a Marius di non essere lasciato solo (non sopporta infatti la solitudine), ma questi gli risponde "Then you'll make others" ("Allora ne farai altri") e gli consiglia attenzione. Marius sente inoltre di aver commesso un errore a trasformare Armand: infatti dice "Armand is empty. He cannot feel or love" ("Armand è vuoto. Egli non può provare sentimenti o amare").
Lestat segue il consiglio del vecchio vampiro e viaggia alla volta del Nuovo Mondo: lì incontra e si innamora di un giovane chiamato Louis (Welcome to The New World), e gli offre il Dono Oscuro. Lui è d'accordo, e Lestat lo rende un vampiro. Il tempo passa, e i due vivono in una splendida casa in città. Una notte, Lestat rincasa raccontando una storia divertente eseguita al teatro, ma Louis lo interrompe, sottoponendolo a numerose questioni morali. Lestat, stanco di questa discussione, cerca ancora una volta di fare assaporare e abbracciare al suo partner la natura vampirica (Embrace It). Mentre Louis va via, il protagonista va a fare una passeggiata e trova un'orfanella malata che gli chiede aiuto. Egli la rende un vampiro e la porta in casa. Louis è inorridito, ma accetta di rimanere e di crescere la ragazza.
Il tempo passa. Nella sua camera da letto, Claudia (questo il nome della ragazza) è splendidamente vestita e circondata da bambole, per le quali però sembra non aver cura. Trasformata in vampiro in una tale giovane età, ella non capisce la "natura umana" e la sua brama di sangue è maggiore rispetto a quella degli altri vampiri (I Want More). Claudia si rende conto che non crescerà mai come una donna e comincia a fare delle domande. Ad un ballo, dopo essere stata trattata come una bambina da alcuni giovani, ella piange la vita adulta che non conoscerà mai (I'll Never Have That Chance). Lestat la ascolta per caso; in seguito le chiede dove sia Louis. Claudia gli dice di aver chiesto all'amico di andarsene, affinché lei e Lestat potessero rimanere soli. Lui inizia goffamente a scusarsi con la ragazza per non aver compreso il suo dolore, ma lei lo interrompe e gli risponde di essere dispiaciuta che si faccia tutti questi problemi. Poi, Claudia dice di avere un regalo per lui, e gli mostra il corpo di una donna svenuta. Lestat lo morde, ma all'improvviso cade sul pavimento. Claudia lo ha avvelenato, non sapendo che è impossibile uccidere un vampiro in questo modo. Furiosa, prende un coltello e colpisce ripetutamente Lestat. Arriva subito Louis, che, preoccupato della furiosa reazione che potrebbe avere il protagonista nei confronti di Claudia, le rivela l'unico modo per uccidere un vampiro: dopo di che, egli incendia la casa. Louis e Claudia fuggono mentre Lestat tenta di sfuggire alle fiamme.
Più tardi, Lestat si trova su una nave. È ferito e pensa a ciò che è diventata la sua vita (Sail Me Away). Una volta in Europa, va al Teatro dei Vampiri e chiede ad Armand un po' del suo sangue per poter guarire. Armand acconsente, ma insiste sul fatto che prima guardi la scena finale dell'opera che i vampiri stanno eseguendo. Lestat è sconvolto nel vedere Louis e Claudia sul palco: Armand dice che sono con loro da oltre un anno, ma hanno rifiutato di parlare del loro creatore. Finita l'esecuzione, Armand afferra Claudia e chiede a Lestat se è stata lei a cercare di ucciderlo. Il protagonista cerca di giustificare le azioni della ragazza, ma Armand e gli altri vampiri la uccidono (To Kill Your Kind).
Quando scende la notte, Louis piange l'amica e abbandona Lestat (Embrace It (Reprise)). Quest'ultimo chiede ad Armand il motivo dell'assassinio di Claudia. Armand risponde con un sorriso beffardo, esprimendo il gusto della vendetta e baciandolo maliziosamente (After All This Time). L'antagonista si congeda, ma Lestat gli confessa di aver trovato Marius e ribadisce tutto ciò che il vecchio vampiro gli ha detto sul suo conto. Furioso, Armand accusa Lestat di essere un menzognero, affermando  di essere stato amato da Marius; dopo di che, getta dal tetto il protagonista. Le gambe di Lestat sono rotte: egli non può quindi muoversi, e ormai è quasi l'alba. Parla ancora una volta di Dio, chiedendo cosa Egli voglia da lui e dicendo di accettare la sua natura (ovvero di essere un essere maligno); inoltre, si pente. Lestat si prepara ad essere bruciato dal sole (Sail Me Away (Reprise)), ma arriva Marius insieme a Gabrielle, e lo incitano ad alzarsi. Con molta fatica e dolore, Lestat riesce nell'intento (Crimson Kiss (Reprise)). Marius consente al protagonista di bere dal suo polso: la luce si spegne. Infine, Lestat appare sul palcoscenico, vestito in abiti moderni, affermando "I am the Vampire Lestat, and I will live forever" ("Io sono il Vampiro Lestat, e vivrò per sempre").

## Storia del cast
Lo spettacolo è stato diretto da Robert Jess Roth (che aveva ricevuto una nomination al Tony Award per il musical Beauty and the Beast). Il ruolo di Lestat venne interpretato da Hugh Panaro, mentre Carolee Carmello vestva i panni di Gabrielle. Altri attori erano Drew Sarich (Armand), Jim Stanek (Louis), Roderick Hill (Nicolas), Michael Genet (Marius) e Allison Fischer (Claudia). Jack Noseworthy doveva originariamente interpretare Armand, ma lasciò il cast nella prima settimana di anteprime; venne allora sostituito da Sarich, che si era anche impegnato a vestire i panni di Lestat il giorno prima della sospensione dello spettacolo a New York, dato che Panaro si era ammalato.
La coreografia era opera di Derek McLane, mentre i costumi erano curati da Susan Hilferty; della luce si occupava Kenneth Posner, e il suono era curato da Jonathan Deans. Il visual concept design era opera di Dave McKean; infine, Tom Watson si occupava delle acconciature.
Comunque, la versione dello show eseguita a San Francisco era estremamente diversa da quella che debuttò a Broadway: infatti, sebbene il musical sia lo spettacolo ad aver guadagnato di più prima di approdare a New York nella città californiana, il cast ne rivide drasticamente l'intera produzione. La versione di San Francisco (eseguita al Curran Theater negli ultimi mesi del 2005 e nei primi del 2006) presentava un maggior numero di effetti speciali, comprese delle immagini ritraenti la storia di Lestat proiettate sul palconscenico.
La versione eseguita al Palace Theater di Broadway nella seconda metà del 2006 era più interpretativa e presentava meno effetti speciali; inoltre, recava alcune piccole differenze. Ad esempio, fu inserito il brano Right Before My Eyes; la canzone In Paris, cantata in duetto da Nicolas e Lestat, fu tagliata e spostata all'inizio della storia (quando il protagonista arriva a Parigi e incontra l'amico: il numero fu chiamato In Paris Sequence). Il pezzo cantato da Gabrielle, Nothing Here, fu cambiato in Beautiful Boy; inoltre, il pezzo eseguito dai vampiri al teatro non fu più Origin of the Species (che spiegava la leggenda del Re Enkil e della Regina Akasha), ma Morality Play (che trattava invece della relazione tra Armand e Marius: fu quindi eliminato totalmente qualsiasi riferimento al racconto La regina dei dannati).

## Gli attori di Broadway
| Attore           | Ruolo     |
| Carolee Carmello | Gabrielle |
| Allison Fischer  | Claudia   |
| Michael Genet    | Marius    |
| Roderick Hill    | Nicolas   |
| Hugh Panaro      | Lestat    |
| Drew Sarich      | Armand    |
| Jim Stanek       | Louis     |

## Musica
I brani musicali composti da Elton John sono di chiarissimo stampo classico e accompagnati dall'orchestra sinfonica; infatti ha dichiarato: "Non vedo come potesse entrarci la musica moderna senza suonare ridicola, quando ho visto le parole scritte da Bernie, ho pensato che non potesse essere assolutamente un'opera rock. Doveva essere classica: queste sono musiche complesse, complicate". Bernie ha  aggiunto: "Assegneremo al vampiro un aspetto più umano. Non sarà tutto croci e tombe. Sarà uno spettacolo cupo, ma sexy. Niente cliché, niente eccessi gotici". Anne Rice ha inoltre affermato, dopo aver ascoltato le prime demo dei brani: "Ne ho ascoltate alcune interpretate da Elton John grazie a un CD che mi ha inviato, ed erano perfettamente corrispondenti al più profondo messaggio dei romanzi, coglievano perfettamente il significato dell'oscurità dei miei libri… erano splendide.  Ho avuto la possibilità di discutere personalmente con Elton John e con Rob Roth, il regista, e l'intero progetto mi ha elettrizzata". La Warner Brothers Theatre Ventures ha annunciato che il cast di Lestat ha registrato l'album con le canzoni del musical il 22 maggio 2006 ai Sony Studios (Mercury Records). Doveva essere distribuito l'11 luglio dello stesso anno, ma il progetto è stato rinviato a data da destinarsi e non si sa se vedrà mai la luce.
Atto I
- From the Dead - Lestat
- Beautiful Boy - Gabrielle
- In Paris - Ensemble (Parigini)
- Nicolas' Song - Nicolas
- The Thirst - Lestat
- Right Before My Eyes - Lestat
- Make Me As You Are - Gabrielle, Lestat
- To Live Like This - Armand, Lestat, Ensemble (vampiri)
- Morality Play - Laurent, Armand, Ensemble (vampiri)
- The Crimson Kiss - Gabrielle
- Right Before My Eyes (Reprise) - Lestat

Atto II
- Welcome to the New World - Ensemble (residenti di New Orleans)
- Embrace It - Louis, Lestat
- I Want More - Claudia
- I'll Never Have That Chance - Claudia
- Sail Me Away - Lestat
- To Kill Your Kind - Armand, Ensemble (vampiri)
- Embrace It (Reprise) - Louis
- After All This Time - Armand
- Sail Me Away (Reprise) - Lestat
- The Crimson Kiss (Reprise)/Finale - Gabrielle, Lestat

## Le nomination

### 2006 Tony Awards
- Migliore attrice non protagonista in un musical - Carolee Carmello
- Migliori costumi - Susan Hilferty

### 2006 Drama Desk Awards
- Drama Desk Award per la Migliore attrice protagonista in un musical - Carolee Carmello